# Андрија I Угарски
Андрија I Угарски (мађ. I. András, Fehér/Katolikus, András/Endre; 1015 — 6. децембар 1060, Зирц) или Андраш I био је угарски краљ у периоду од 1046. до 1060. године. Потиче из млађе гране династије Арпадоваца. После петнаест година проведених у изгнанству враћа се назад у Угарску, у периоду буна паганских Мађара (многобожаца), када и 1046. године преузима власт. Током своје владавине је ојачао хришћанство у држави и одржао независност краљевине у односу на Свето римско царство.

## Биографија

### Порекло и младост
Андраш је био други син кнеза Вазула, рођака краља Стефана I, првог угарског хришћанског краља. Његова мајка је вероватно била, конкубина његовог оца Вазула, из породице Татоњ (Tátony) која је и даље следила многобоштво и старе паганске обичаје.
Једини преостали син краља Стефана I, Емерик, је 2. септембра 1031. године погинуо у лову на вепра. Краљ Стефан је овиме остао без наследника па је из тог разлога морао да бира наследника. Избор му је отежало то што је и даље један део Мађара био приклоњен старим традицијама и многобошству а краљ Стефан је хтео да ојача хришћанство. Због тога је хтео да за свог наследника постави свог сестрића Петра Орсеола који је био хришћанин. Андрашев отац Вазул је онда учествовао у завери да се убије краљ Стефан.
Покушај убиства краља Стефана није успео, завереници су били похватани и убијени. Вазулови синови су протерани и отишли су да живе прво у Бохемију, па у Пољску где је Бела остао а Андраш и Левенте су продужили за Кијев.

### Позадина
Мађари су у време племенских заједница и у време Андраша за наследног владара уместо прворођеног или најстаријег сина, фаворизовали млађег владаревог брата при одређивању реда наслеђивања владарског трона. Овим неписаним правилом остале гране Арпадовићке породице су довеле у опасност намере и планове постојећег краља. Грана којој је Андраш припадао је одавно представљала супарнички огранак Арпадовића којој је припадао Стефана I. У претходних педесет година ривалитет ове две гране се огледао у давању предности паганизму или хришћанству. Старија грана, грана краља Стефана је остала без мушког потомка па је то отворило млађој грани Арпадовића. Угарско друштво једанаестог века је и даље давало предност наслеђивању само преко мушких потомака, тако да је Андраш био логичан претендент на угарски престо иако је био у изгнанству.

### Изгнанство
После смрти свога оца, три брата Андраш, Бела и Левенте су били приморани да напусте Угарску. Прво су отишли за Бохемију, па после за Пољску где се Бела оженио са ћерком пољског краља Мјешка II, чланом династије Пјастовића.
За разлику од брата Андраш и Левенте су отишли за Кијевску Русију. У Кијеву се Андрија оженио Анастазијом, ћерком великог кнеза Јарослава.
Тадашњи бискуп Герард одлучио је да 1046. позове назад Андраша, па му је послао писмо у којем је тражио од Андраша да се врати. Андраш се заједно са братом Левентеом вратио у Угарску која је тада била у великим верским и политичким превирањима.
У лето 1046. године, незадовољство владавином Петра I достигло је кулминацију, па је свештенство на челу са тадашњим бискупом Герардом позвало Вазулове синове да се врате из Кијева. Поред њих побунили су се и Мађари који су били привржени старој вери. Андраш је склопио савез са паганским бунтовницима у Абаујвару, који су прихвативши Андрашево вођство заједно са њим кренули против владајућег краља Петра I Орсеола. Део побуњеника предвођени Ватом збацио је са престола Петра Орсеола, који онда бежи у западни део краљевства. Ухватили су га и ослепили код места Замољ и онда га вратили као заробљеника у Секешфехервар, где је умро.

## Владавина
Мађарске хронике тог доба бележе да се по паду краља Петра I, Андраш договорио са својим братом Левентеом да он преузме круну у краљевини. Андраш је био званично устоличен тек 1407. године, после братовљеве смрти. Када је дошао на власт, Андраш је наставио политику хришћанизације краљевства и исто као и краљ Стефан I позивао је хришћанске свештенике у Угарску.
Односи са Светим римским царством су и даље остали затегнути. Главни разлог томе је био краљ претходник на трону, Петар I, који је не само био близак Хајнрих III, већ је и био вазал Светог римског царства. И поред тога што је Андраш послао дипломацију са понудама на Хенриков двор, услови нису прихваћени и Хенрик је одбио да склопи мир. Ови догађаји су довели до нових сукоба. Андраш је у помоћ позвао свог млађег брата Белу, који је био веома успешан војсковођа у Пољској. Зуузврат му је дао трећину краљевине на управљање.
Цар Хајнрих III је 1051. године покренуо нови поход против Угарске. У бици код брда Вертеш царска војска је тешко поражена, а флота је била такође повучена. И поред тога што није остварио победу Хајнрих III је одбацио сваку понуду о примирју. Следеће године је поново покренуо кампању против Угарске, али је његова флота била потопљена код Пожоња.
После ових догађаја Папа Лав IX је покушао да посредује у мировним преговорима, али Хајнрих III је опет одбацио све понуде. Када су се све царске снаге повукле, Андраш се 1053. године удружио са Конрадом II, што је донекле смирила Хајнриха III и омогућило да се успостави релативан мир на границама.
Андраш I је 1055. године основао бенедиктанску опатију у Тихању, на обали Балатона, а такође је подигао манастир за православне монахиње.

## Наследничка криза
У покушајима да својој лози обезбеди наследство на престолу, Андраш је 1057. године крунисао свог петогодишњег сина Шоломона и прогласио га наследником. Бела I је полагао право на трон, па је због тога незадовољан напустио двор.
Андраш I се 1058. године састао са Немачким царем Хајнрих IV и уговорио је веридбу Шоломона са Хајнриховом сестром Јудитом.
После успостављања мира са Светим римским царством, Андрија I је покушао да се помири и са својим братом Белом, међутим Бела је напустивши Угарску у Пољској сакупио војску да би повратио право на трон. Андраш I је осетио нову ратну опасност, па је послао целу породицу у Аустрију и почео је да се припрема за нови рат. Бела се ускоро појавио на границама Угарске са новим пољским трупама и поразио је Андрашеву војску у бици код Тебанског пролаза близу Вајсбурга поред Дунава у данашњој Аустрији. Андрија је након пораза покушао да побегне, међутим након заробљавања одведен је у место Зирц, где је остао све до своје смрти 1060. године.
Андраш I је сахрањен у опатији коју је још за живота саградио у Тихању.

## Женидба и деца
1. током 1039: Анастазија Јарославна (током 1023. - током 1074/1096), ћерка великог кнеза Кијевске Русије Јарослава Мудрог и Ингегерде

- Аделаида (током 1040. - 27. јануар 1062), супруга краља Вратислав II од Бохемије
- Краљ Шоломон Угарски (1053—1087. или касније)
- Давид Угарски (после 1053. - после 1094)

Шоломон никада није успео да се устали као краљ Угарске, нити су он нити његов млађи брат Давид оставили за собом мушког потомка, тако да је лоза Андраша I била настављена само преко лозе Пјастовића.

## Породично стабло
|  |                  |  |  |  |  |  |  |  |  |  |  |  |  |  |  |  |
|  | 4. Михаљ Угарски |  |  |  |  |  |  |  |  |  |  |  |  |  |  |  |
|  |                  |  |  |  |  |  |  |  |  |  |  |  |  |  |  |  |
|  |                  |  |  |  |  |  |  |  |  |  |  |  |  |  |  |  |
|  | 2. Вазул         |  |  |  |  |  |  |  |  |  |  |  |  |  |  |  |
|  |                  |  |  |  |  |  |  |  |  |  |  |  |  |  |  |  |
|  |                  |  |  |  |  |  |  |  |  |  |  |  |  |  |  |  |
|  | 1. Андраш I      |  |  |  |  |  |  |  |  |  |  |  |  |  |  |  |
|  |                  |  |  |  |  |  |  |  |  |  |  |  |  |  |  |  |
|  |                  |  |  |  |  |  |  |  |  |  |  |  |  |  |  |  |